# 前田錦楓
前田 錦楓（まえだ きんぷう、1863年11月22日（文久3年10月12日） - 1945年（昭和20年）10月15日）は、明治から昭和にかけて活躍した日本画家である。 花鳥画を得意とし、近代日本画初期に出た閨秀画家。

## 略伝
江戸浅草田島町（現・東京都台東区西浅草）で薬種商を営む浅間栄七の次女として生まれる。本名は浅間理恵（里ゑ）。1876年（明治6年）11歳で、洋画の亀井至一、亀井竹二郎に入門し洋画を学ぶ。10代で石版画の画工として作品を遺し、1881年（明治14年）の第2回内国勧業博覧会では浅間里ゑの名で油絵「婦人半身の図」を出品している。1883年（明治16年）21歳より日本画に転じ、容斎派の歴史画家松本楓湖に入門し日本画の基礎を学び、この楓湖より雅号「錦楓」を授与された。今村紫紅や速水御舟らを育てた優れた教育者でもある楓湖は錦楓の資質を見抜き、「もうこれ以上教えることはなにもない」と、錦楓が23歳のころ、明治18年には狩野派の巨匠・狩野芳崖への入門を勧めた。それを契機に、芳崖、岡倉覚三（天心）、フェノロサ 、橋本雅邦らに巡り会い、日本画壇「鑑画会」で頭角を顕し、近代日本画の女流の魁としての道を切り開いた。書は明治16年頃から高橋泥舟から学び、明治17年、18年頃からは泥舟の義弟山岡鉄舟にも就いている。明治19年の第2回鑑画会大会では「花鳥」が賞状を得ており、同年4月の東洋絵画共進会にも出品、三等褒状を受けている。
1887年（明治20年）速念寺（名古屋市中川区）の住職前田學に嫁し、名古屋に移住。1888年（明治21年）10月の鑑画会に関る銀地鏡縁打出模様図案会にはフェノロサ、岡倉天心も審査員に加わり、ビゲロー賞が設けられ錦楓は「猿のツナギ」の図案を出品、一等賞を獲得する。その翌11月に狩野芳崖の没した後は橋本雅邦に就き研鑽を重ね、雅邦、永邦、静水らと交友、洋画と日本画との調和に努め、至心に自然の美を表現して女性らしい絵画の世界を展開した。また錦楓は師友にも恵まれ、維新の三舟といわれる高橋泥舟、山岡鉄舟、前田學らに書や詩文を学び高い精神性にも精通した。1889年（明治22年）1月に2回目ビゲロー賞がかかった茶注銀地模様図案会において岡倉秋水とともに二等となった。一方、この年の8月、日本美術協会通常会員となり、同協会の研究会、展覧会にも花鳥画の作品を出品しており、行幸の際には川端玉章、高橋応真らとともに御席画を描くほどとなった。また1890年（明治23年）の第3回内国勧業博覧会には「菊花図」を出品、三等妙技賞を受け門下生に画技の指導もする充実した制作活動を展開した。
1891年（明治24年）10月に濃尾大震災に襲われてからは倒壊した速念寺復興に尽力することとなった。1896年（明治29年）に天心が結成した日本絵画協会第1回絵画共進会に「秋草鶉図」を出品、三等褒状を受賞、パリ万国博覧会には「総洗朱塗浦千鳥蒔絵書棚図案」を出品して活躍している。ただ、1907年（明治40年）以降の文展などの展覧会には出品していない。1913年（大正2年）に錦楓の創作活動の理解者であった夫が死去するとそれ以降は寺院の経営に奔走する。制作量は減って入ったが晩年まで絵筆をすてることはなかった。享年83。文化功労者・前田惠學、および東京大学名誉教授・前田專學の祖母。